# Лелия (гора)
Лелия (серб. Лелија) — гора на территории Боснии и Герцеговины в Республике Сербской, входящая в состав Динарского нагорья и находящаяся в общинах Калиновик и Фоча. Её высота составляет 2 032 метра над уровнем моря. Западный склон горы относится к национальному парку Сутьеска. Её юго-восточный склон почти соприкасается с горой Зеленгора.
Образована в основном вторичными и третичными осадочными горными породами, главным образом, известняком и доломитом.